# Gefängnisausbruch

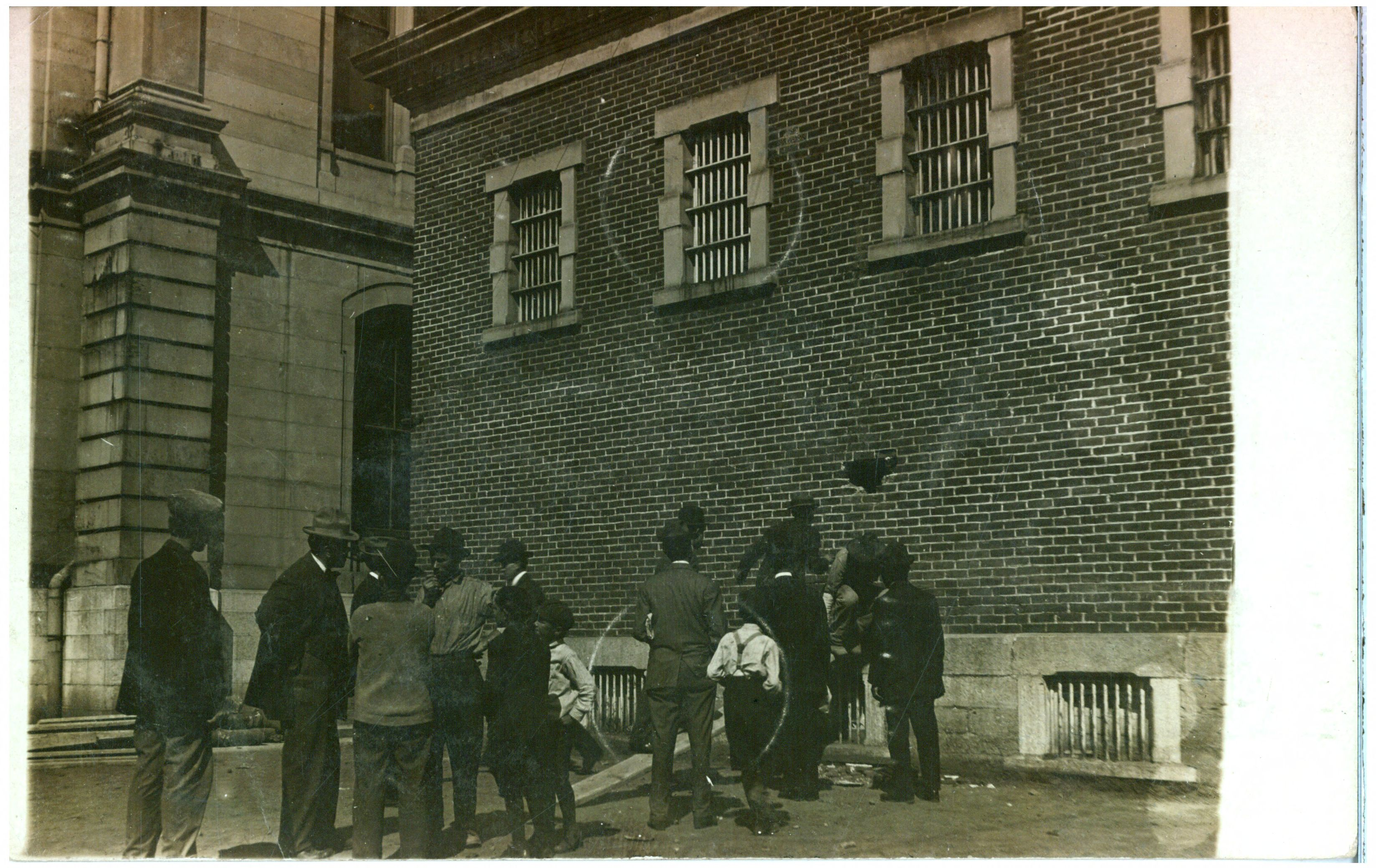
Gefängnisausbruch in Greenville, Ohio, USA mit einem Loch in der Gebäudewand (1909)

Ein Gefängnisausbruch (amtliche Bezeichnung: Entweichung von Gefangenen) ist die Flucht eines Gefangenen hoheitlicher Verwahrung (militärisch oder zivil), beispielsweise aus einem Gefängnis oder aus einem Gefangenenlager.
Die Flucht erfolgt einzeln oder mit anderen Gefangenen. Bisweilen wird die Flucht durch Außenstehende unterstützt (Fluchthelfer). Die Flucht kann erfolgen durch Überwinden der Einfriedungen, durch Graben von Tunneln, unterstützt durch Geiselnahme, Überklettern der Hindernisse oder Einschleichen in (berechtigt) ausfahrende Fahrzeuge, oder gesetzwidrig durch Fluchthelfer eingesetzte Fahrzeuge.

## Sicherheitsmaßnahmen
Verwahranstalten haben zahlreiche Vorkehrungsmaßnahmen getroffen, um Gefangene am Ausbrechen zu hindern:

### Baulich-technische Einrichtungen

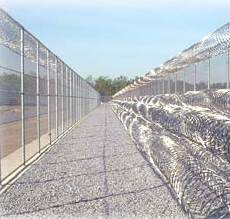
Zäune und Stacheldraht als bauliche Sicherungen

- hohe Mauer und mehrere Zäune mit Stacheldraht
- Gitter über dem Gefängnisgelände, um Flucht mit Helikoptern zu verhindern
- Ausleuchtung
- Wachtürme
- Mehrfachschleusen
- Videoüberwachung, eingeschlossen Videografie
- tiefreichende Mauerfundamente
- Durchsuchen der ein- und ausfahrenden Fahrzeuge
- Freiflächen nach der letzten Umzäunung

### Personelle Vorkehrungen

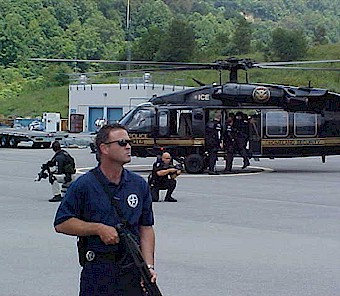
Bewachung eines Gefangenentransportes durch U.S. Marshals

Eine Bewachung durch teils bewaffnete Justizvollzugsbeamte von Gängen oder von Türmen aus soll die direkte Beobachtung ergeben.

### Sonstige Sicherheitsvorkehrungen
- Visuelle Überwachung des Geländes und der Bauten durch Kamera-Anlagen und Personal in Wachtürmen.
- Akustische Überwachung der einzelnen Hafträume ist über die Sprechanlagen problemlos möglich (in Deutschland ohne gerichtliche Anordnung aber illegal und als Verletzung der Vertraulichkeit des Wortes strafbar)
- Bewaffnung der Wachposten.
- Überprüfung von Kassibern.
- Durchsicht von Postsendungen; In Deutschland je nach Bundesland nur inhaltliche Prüfung oder auch komplette Briefzensur von Stichproben (Ausgenommen ist z. B. der Briefverkehr mit Strafverteidigern).
- Abnahme aller Mobiltelefone (einschließlich der von Besuchern).
- Regelmäßige Kontrollen der Hafträume und Gitterstäbe.
- einheitliche, typische Kleidung („Sträflingskleidung“, oft in greller Farbe; Orange oder Gelb sind vor allem in den USA üblich, in Deutschland Blautöne).
- Historisch waren Eisenkugeln üblich, um das Fortkommen des Gefangenen zu verhindern.
- Aneinanderketten von Gefangenen war in den USA auch in den Gefängniszellen üblich (in Deutschland ist Fesselung nur bei Ausführungen des Gefangenen üblich, z. B. für Gerichtstermine oder Facharzt-Besuche).
- In den USA werden Gefangene außerhalb ihrer Zelle in den meisten Fällen gefesselt.
- Anketten an einen festen Gegenstand, bei Besuchsterminen.
- In manchen Haftanstalten wird der Mobilfunk-Empfang gestört, um die Verwendung von eingeschmuggelten Geräten zu erschweren (kann aber zu Problemen mit Analog-Funkgeräten des Wachpersonals führen).
- Gefangene werden nach dem Empfang von Besuchern körperlich kontrolliert (in Deutschland sind Stichproben üblich, sofern es sich nicht um bereits auffällig gewordene Einzelfälle handelt).
- Räumliche Trennung beim Besuch, z. B. durch eine Glasscheibe, kann in Einzelfällen angeordnet werden (beispielsweise wegen Konsum von Rauschgift in der Haft, aber auch bei hoher Fluchtgefahr).
- Verbot von Bargeld im Besitz von Gefangenen. Ohne finanzielle Mittel ist die Flucht erschwert (eingeschmuggeltes Geld wird von Häftlingen als „Schwarzgeld“ bezeichnet, ist aber relevanter für Drogengeschäfte).

### Geografische Lage
Je abgelegener das Gefängnis liegt, umso schlechter stehen die Chancen, dass die Flucht gelingt. Die berühmtesten Beispiele sind Gefängnisinseln wie Alcatraz oder Strafkolonien.
Folgende Faktoren sind beim Bau eines Gefängnisses zu bedenken:
- Isolierter Standort (keine nahe gelegene Siedlung, dadurch schwierig normale Kleidung oder Fluchtfahrzeug zu entwenden)
- Untergrundmaterial ungeeignet für Bau von Fluchttunneln (z. B. Granit)
- Fluchtverzögernde natürliche Barrieren
  - Wüste
  - Felsenküste
  - Wasserströmungen
  - Klimatische Bedingungen (Außentemperatur bzw. Wassertemperatur)

## Risiken
Gegen Ausbrecher dürfen in Deutschland auf der Flucht gemäß § 100 Strafvollzugsgesetz (StVollzG) Schusswaffen eingesetzt werden, daher kann es durchaus vorkommen, dass diese auch unbeabsichtigt tödlich getroffen werden. Davon ausgenommen sind jedoch Gefangene im Vollzug von Jugend- und Strafarrest sowie in Ordnungs-, Sicherungs-, Zwangs- und Erzwingungshaft. Hier ist der Schusswaffengebrauch ausgeschlossen, § 178 Abs. 2 StVollzG. Sollte der Entwichene gefasst werden, werden erhöhte Sicherheitsmaßnahmen angewandt; der Gefangene ist zum Beispiel bis auf weiteres von Vollzugslockerungen ausgeschlossen.
Es sind nur sehr wenige Fälle von Ausbrechern bekannt, welche dauerhaft flüchten konnten. Gefangene, denen das Entweichen des Öfteren gelungen ist, werden umgangssprachlich auch „Ausbrecherkönig“ genannt. Üblicherweise werden diese Personen bei der nächsten Verwahrung besonders bewacht, möglicherweise in einem Hochsicherheitstrakt.

## Recht
In Deutschland, Österreich und der Schweiz ist die Flucht als solche straffrei. Es gibt jedoch andere Länder, die sie unter Strafe stellen.

### Deutschland
Schon 1880 war der Gesetzgeber der Meinung, dass „Selbstbefreiung“ straffrei bleiben müsse, da sie dem natürlichen Freiheitstrieb des Menschen entspreche und dieser ein Recht auf Freiheit habe.
Die Hilfe zur Flucht ist jedoch strafbewehrt (§ 120 StGB – Gefangenenbefreiung). Wer einen Gefangenen befreit, ihn zum Entweichen verleitet, dabei fördert oder dieses versucht, wird mit Freiheitsstrafe bis zu drei (bei in Tateinheit stehender Strafvereitelung bis zu fünf) Jahren oder mit Geldstrafe bestraft.
Im deutschen Sprachgebrauch bedeutet Entweichung, dass der Gefangene oder Arrestant aus einem Gewahrsam entweicht. Sie bezeichnet den klassischen Ausbruch. Der sogenannte Lockerungsmissbrauch, d. h. die missbräuchliche Nutzung einer gewährten Vollzugslockerung, wie beispielsweise Ausgang wird daher nicht als Entweichung definiert, sondern als Nichtrückkehr.
Jedoch begehen Ausbrecher, um entweichen zu können, in den meisten Fällen Straftaten wie Sachbeschädigung (z. B. Gitterstäbe durchsägen) oder Körperverletzung (z. B. Anwendung von Gewalt gegen einen oder mehrere Strafvollzugsbedienstete, Verabreichen von K.-o.-Tropfen). Überdies kann ein gemeinschaftlicher, gewaltsam durchgeführter Ausbruch in Deutschland nach § 121 StGB als Gefangenenmeuterei bestraft werden.
Daneben stellt die Flucht selbst in aller Regel einen Disziplinarverstoß gegen die Anstaltsordnung dar, der bei Wiederergreifen mit Arrest oder anderen Hausstrafen geahndet wird bzw. sonst verschärfte Haftbedingungen zur Folge hat. Eine erfolgreiche oder versuchte Flucht hat meist auch negative Auswirkungen auf eine vorzeitige Entlassung.

### Österreich
In Österreich ist die Hilfe zur Flucht geregelt unter § 300 öStGB (Befreiung von Gefangenen). Wer einen Gefangenen befreit, ihn zum Entweichen verleitet oder dabei fördert, wird mit Freiheitsstrafe bis zu zwei Jahren bestraft.
Des Weiteren erfüllt die Körperverletzung an einem Beamten während der Vollziehung seiner Aufgaben den Straftatbestand der Schweren Körperverletzung, Widerstand gegen die Staatsgewalt oder Bestechung. Ein Gefängnisausbruch bleibt daher selten straffrei.

### Schweiz
Auch in der Schweiz ist die Flucht aus dem Gefängnis an sich straflos. Beihilfe dazu wird geregelt unter Artikel 310 StGB. Demnach kann mit Geldstrafe oder Freiheitsstrafe bis zu drei Jahren bestraft werden, wer durch Gewalt, List oder Drohung einen Gefangenen befreit oder ihm dadurch zur Flucht behilflich ist. Wird die Befreiung durch einen „zusammengerotteten Haufen“ begangen, so gilt die genannte Strafe für jeden Beteiligten einzeln.
Geschieht der Ausbruch durch Meuterei, ist er durch Artikel 311 StGB mit derselben Strafe belegt, die auch für die Beihilfe zur Flucht vorgesehen ist.
Zusätzlich sind auch hier alle anderen begangenen Straftatbestände zu prüfen, die während der Flucht begangen werden, wie beispielsweise die Körperverletzung oder die Sachbeschädigung.
Hindern Beamte einen Gefangenen nicht an der Flucht, sondern lassen sie ihn entweichen, sind sie gemäß Artikel 319 StGB auch mit bis zu drei Jahren Freiheitsstrafe oder Geldstrafe zu bestrafen.
Im Jahr 2015 wurde beim Schweizer Bundesrat eine Motion eingereicht, die verlangte, den Gefängnisausbruch unter Strafe zu stellen. Die Motion blieb jedoch chancenlos, der Bundesrat lehnte sie ebenso ab wie der Nationalrat.

### Andere Länder
In anderen Staaten, so zum Beispiel Namibia, ist der Ausbruch aus der Haft strafbar und wird mit einer Geld- oder Haftstrafe geahndet.

## Bedeutende versuchte und vollendete Entweichungen
| Staat       | Anzahl Ausbrüche |
| ----------- | ---------------- |
| Schweiz     | 255              |
| Finnland    | 252              |
| Schweden    | 238              |
| Luxemburg   | 175              |
| Frankreich  | 88               |
| Deutschland | 61               |
| Österreich  | 30               |
| Spanien     | 2                |

Die längste Zeitspanne zwischen Ausbruch und der Wiederverbringung in die Strafvollzugsanstalt gelang dem zweifachen Mörder Leonard Fristoe aus dem Staatsgefängnis von Nevada (USA). Seine Flucht dauerte vom 15. Dezember 1923 bis zum 15. November 1969, als er von seinem Sohn der Justiz wieder überstellt wurde.
Am 22. Juli 1934 nahm ein Häftling der texanischen Huntsville Unit zwei Wärter als Geiseln und zwang diese, vier seiner Mithäftlinge zu befreien. Dabei handelte es sich um den Anführer der zu dieser Zeit in den USA legendären Whitey Walker Gang. Beim Versuch, die berüchtigten Mauern der Strafanstalt zu überwinden, kam Whitey Walker ums Leben, ein weiterer Häftling wurde durch Gewehrschüsse schwer verletzt. Den drei anderen Häftlingen, darunter einem Todestraktinsassen, gelang es jedoch zu entkommen. Das Geschehen wurde in dem Buch Over The Wall: The Men Behind the 1934 Death House Escape literarisch verarbeitet.
Im Dezember 1949 gelang Carl August Lorentzen aus der dänischen Strafanstalt in Horsens zum neunten Mal die Flucht aus einer Haftanstalt durch einen von ihm, in elf Monaten mit einem Löffel gegrabenen 18 Meter langen Tunnel. In der Zelle hinterließ Lorentzen den Wärtern einen Zettel mit dem Text „Wo ein Wille ist, da ist auch ein Weg“.
Zu großer Aufmerksamkeit brachten es auch die 14 Fluchtversuche aus dem Hochsicherheitsgefängnis Alcatraz in den Vereinigten Staaten.

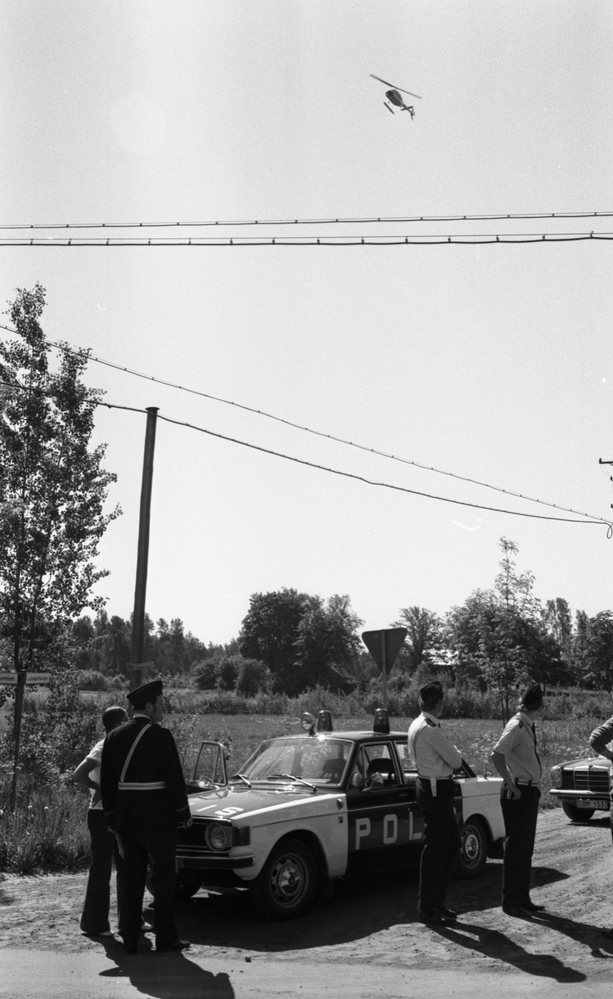
Straßensperren und Hubschraubereinsatz nach einem erfolgreichen Gefängnisausbruch von 15 Insassen aus dem damals größten Gefängnis in Schweden bei Kumla (1972)

Von Juli bis August 1974 ereignete sich in der Huntsville Unit in Texas die längste Gefängnisgeiselnahme der US-Geschichte. Die drei Kriminellen versuchten schließlich in einer Menge von Geiseln einen bereitgestellten Fluchtwagen zu erreichen. Beim Zugriff durch die Polizei starben zwei Geiselnehmer und zwei Geiseln. Der dritte Täter Ignacio Cuevas wurde wegen Mordes verurteilt und 1991 hingerichtet.
André Baganz und drei weitere Häftlinge brachen am 20. September 1981 aus der Untersuchungshaftanstalt Frankfurt (Oder) aus, entwaffneten zwei Schließer und nahmen diese als  Geiseln. Eine der Geiseln wurde durch einen Schuss schwer verletzt. Vor der Haftanstalt entwaffnete einer der Ausbrecher einen Volkspolizisten und erschoss ihn mit dessen Dienstwaffe. In einer Wohnung des nahegelegenen Hochhauses Karl-Marx-Straße 23 wurden die Ausbrecher am selben Tage durch eine Spezialeinheit des Ministeriums für Staatssicherheit überwältigt.
Am 8. Januar 1997 flüchteten die „Pittsburgh Six“ aus der State Correctional Institution in Pittsburgh durch einen selbstgegrabenen Tunnel. Nach zwölf Tagen waren alle Entflohenen aufgrund teils skurriler Umstände wieder gefasst.
Zu Thanksgiving 1998 versuchten sieben zum Tode verurteilte Häftlinge aus der Allan B. Polunsky Unit zu flüchten. Sechs von ihnen wurden noch auf dem Gefängnisgelände überwältigt, doch dem Häftling Martin Gurule gelang es, zwei stacheldrahtbewehrte Außenmauern zu überwinden und trotz des Gewehrfeuers der umliegenden Wachtürme zu entkommen. Sieben Tage später wurde jedoch seine Leiche unweit von Huntsville aufgefunden. Wegen dieses Vorfalles wurde der Todestrakt 1999 in die Polansky Unit in Livingston verlegt, von wo aus die Häftlinge nun kurz vor ihrer Hinrichtung in die Huntsville Unit überstellt werden.
Im März 1998 entdeckten die Häftlinge Graeme Burton, Arthur Taylor, Darren Crowley und Matthew Thompson ein beschädigtes Plexiglasfenster im Duschtrakt des Hochsicherheitsgefängnisses Auckland Prison, das direkt auf den Gefängnishof führte. Mit eingeschmuggeltem Werkzeug schafften sie es in wochenlanger Arbeit, das Plexiglasfenster und die Fenstergitter vollständig zu entfernen, wobei sie die sichtbaren Schnittstellen mit einem farblich passenden Seifengemisch bedeckten. Mit Hilfe eines Komplizen von außen gelang ihnen am 18. Juni die Flucht. Die elftägige Fahndung, die zur Wiederergreifung führte, kostete den Staat umgerechnet fast 400.000 Euro.
Am 13. Dezember 2000 gelang sieben Schwerverbrechern die Flucht aus dem texanischen Hochsicherheitsgefängnis John B. Connally Unit. Die Verbrecher hatten die Werkstatt und einen Wachturm übernommen, hatten 16 zivile Arbeiter und Gefängniswärter überwältigt und waren mit Schusswaffen in einem gestohlenen Fahrzeug entkommen. Die Flüchtigen machten international Schlagzeilen und wurden als „Texas Seven“ bekannt. Sie begingen weitere Straftaten und ermordeten einen Polizisten. Bis 24. Januar 2001 konnten alle Entflohenen wieder verhaftet werden. Einer der Geflohenen beging Suizid, die anderen sechs wurden zum Tode verurteilt.
Quawntay Adams konnte am 2. Mai 2006 als bisher einziger Häftling aus dem hochmodernen Hochsicherheitsgefängnis Alton City Jail entkommen. Adams war nach zwei Fluchtversuchen aus dem St. Clair County Jail nach Alton verlegt worden. Trotz Videoüberwachung in seiner Zelle konnte er sich mit einem eingeschmuggelten Sägeblatt durch das Stahldach arbeiten und gelangte über das Belüftungssystem ins Freie. Er wurde bereits nach sechs Stunden wieder gefasst.
Im Juli 2006 entkam der Polizistenmörder John Parsons aus einem County-Gefängnis in Ohio. Er hatte sich aus Laken eine Strickleiter gebastelt und machte sich vier zusammensteckbare Papierstangen, mit denen er am Hof die Strickleiter auf der Mauer befestigen konnte. Über die Strickleiter und durch eine Stachelbandrolle hindurch erreichte er das Gefängnisdach, von wo er rund sechs Meter in die Tiefe sprang und entkam. Er konnte erst nach 83 Tagen wieder gefasst werden.
Im Juni 2015 gelang den verurteilten Mördern Richard Matt und David Sweat eine filmreife Flucht aus dem Hochsicherheitsgefängnis Clinton Correctional Facility im US-Bundesstaat New York. Sweat hatte ein Loch in seine Zellenwand gesägt und gelangte so in den dahinterliegenden Mechanikraum. Von dort aus schnitt er ein weiteres Loch in die Zellenwand von Richard Matt. Anschließend flüchteten die beiden durch ein aufgeschnittenes Heizungsrohr. Nach rund dreiwöchiger Flucht wurde Matt erschossen und Sweat verhaftet.

## Serienausbrecher
Dem Dänen Brian Bo Larsen gelang von 1995 bis 2014 insgesamt 22 Mal die Flucht aus dem Gefängnis. Zudem schaffte er es unter schwersten Bedingungen auch aus zwei Hochsicherheitsgefängnissen auszubrechen.
Dem Japaner Yoshie Shiratori gelangen zwischen 1936 und 1947 vier Gefängnisausbrüche unter schwersten Bedingungen.
Der Belgier marokkanischer Abstammung Nordin Benallal schaffte zwischen 2000 und 2007 fünfmal die Flucht aus belgischem Gewahrsam.
Der Deutsche Eckehard Wilhelm August Lehmann konnte im Laufe seines bisherigen Lebens elfmal aus dem Gewahrsam fliehen und stand dafür bereits im Guinness-Buch der Rekorde.
Dem griechischen Straftäter Vasilis Paleokostas gelang 2006 und 2009 gleich zwei Mal eine filmreife Flucht aus dem größten griechischen Gefängnis Korydallos mit Hilfe von Hubschraubern.
Der Franzose Michel Vaujour flüchtete fünfmal aus französischen Gefängnissen.
Weitere bekannte Straftäter, denen mehrfach die Flucht aus Haftanstalten und polizeilichem Gewahrsam gelang, sind Theo Berger, Christian Bogner, Rédoine Faïd, Alfred Lecki, Jacques Mesrine, Steven Jay Russell, Frank Schmökel, Jack Sheppard, Peter Strüdinger, Walter Stürm, Max Leitner, Norman Franz.

## Filme und Literatur
Gefängnisausbrüche sind auch Themen von Comic-Geschichten und vieler Kriminalfilme. Hierbei erfolgt oft die Flucht durch Durchfeilen der Gitterstäbe und Herablassen an zusammengeknoteten Bettlaken, durch Bau von Fluchttunneln oder Verstecken in Mülltonnen und Fahrzeugen. Beispiele für Verfilmungen sind:
- Papillon (1973)
- Escape from Alcatraz (1979)
- Die Verurteilten (1994)
- Prison Break, US-Fernsehserie (seit 2005)
- I Love You Phillip Morris (2009)
- 72 Stunden – The Next Three Days (2011)
- Escape Plan (2013)